# Verhovay Gyula
Verhovay Gyula (Nátafalva (Zemplén vármegye), 1849. január 21. – Battonya, 1906. április 20.) újságíró, politikus.

## Életútja
Középiskolai tanulmányait Kassán és Sárospatakon végezte. Jogot végzett a budapesti egyetemen, utána 1875-ig a hadügyminisztériumban volt alkalmazásban. Ezzel párhuzamosan az Ellenőr, majd 1879-ig az Egyetértés szerkesztőségében dolgozott, mint újságíró. 1875-ben írta első művét A magyarországi conzervativismus és liberalismus címen. 1877-ben a lovardában a kormány törökellenesnek tartott politikája miatt népgyűlés tartatván, a tömeg a miniszterelnök budai palotája elé vonult, ahol Verhovay szónokolt, ennek az eseménynek tüntetések voltak következményei. 1878-ban I. Ferenc József Kassán mondott tósztja alkalmából az Egyetértésben cikket tett közzé, mely miatt sajtóper indult ellene, de az esküdtszék fölmentette.
1878-tól függetlenségi párti programmal ceglédi országgyűlési képviselő lett. 1879. január 10-én a kisbirtokosok földhitelintézetének ügyéből eredett affér folytán párbajt vívott Majthényi Izidor báróval és megsebesült, ami a kaszinó ellen való tüntetéseket vonta maga után. Eötvös Károllyal történt összetűzése után 1879. december 14-én megalapította a Függetlenség című napilapot. Magatartása és lapjának hangja miatt a Függetlenségi Párt 1880-ban megszakította vele a kapcsolatot (a lap antiszemita nézete miatt). A tiszaeszlári per után szélsőséges antiszemita nézetekkel lépett fel. 1884-ben sikkasztás címén vád alá helyezték, de fölmentették. 
1884 és 1887 között Istóczy Győző antiszemita pártjának képviselője (ugyancsak Cegléden). 1892-től megházasodván, haláláig visszavonultan élt felesége, rétháti Kövér Amália battonyai birtokán. Sírja ma is látható a battonyai római katolikus köztemetőben.

## Művei
- Liberalismus és corservativismus (Budapest, 1875)
- Védbeszédek politikai sajtóperekben (Budapest, 1884)
- Az álarcz korszaka (politikai karcolatok, Budapest, 1889) Online
- Az ország urai (Szűts és társa,[1] Budapest, 1890)